# (6535) Archipenko
(6535) Archipenko ist ein Asteroid des Hauptgürtels, der am 17. Oktober 1960 von den niederländischen Astronomen Ingrid van Houten-Groeneveld, Cornelis Johannes van Houten und Tom Gehrels im Rahmen des Palomar-Leiden-Surveys am Palomar-Observatorium (IAU-Code 675) entdeckt wurde.
Der Asteroid wurde nach dem ukrainisch-US-amerikanischen Bildhauer Alexander Archipenko (1887–1964) benannt, der als erster Bildhauer den Kubismus auf die Plastik übertrug.